# Nemoura carpathica
Nemoura carpathica is een steenvlieg uit de familie beeksteenvliegen (Nemouridae). De wetenschappelijke naam van de soort is voor het eerst geldig gepubliceerd in 1963 door Illies.